# Lucy Abeles
Lucy Abeles, Lucy Abels, eredeti, teljes nevén: Luisa Theodora Cornelia Jenny Abeles (Berlin, 1874. augusztus 19. – 1938. február 22.) német költőnő, írónő.

## Élete
Férje Robert Abeles, fia Oskar Abeles volt. Az 1930-as években Berlinben élt. Költészetére elsősorban a 19. század végének francia lírája volt hatással. Német nyelvre fordította Paul Verlaine, Émile Verhaeren, Fernand Gregh, Albert Samain és mások alkotásait. 

## Válogatott munkái
- Aus Gallischen Gärten (fordítások, Berlin, 1907)
- Für die Vergessenen (versek, Berlin, 1910)
- Albert Samain, Gedichte (fordítások, Berlin, 1911)
- Verblasste Photographien (elbeszélések, Berlin, 1927)

## Külső hivatkozások
- Az Aus Gallischen Gärten a Google Booksban